# Nettlestone
Nettlestone est un village de l’île de Wight, en Angleterre. Il forme la paroisse civile de Nettlestone and Seaview avec le village voisin de Seaview.